# Kosloduj

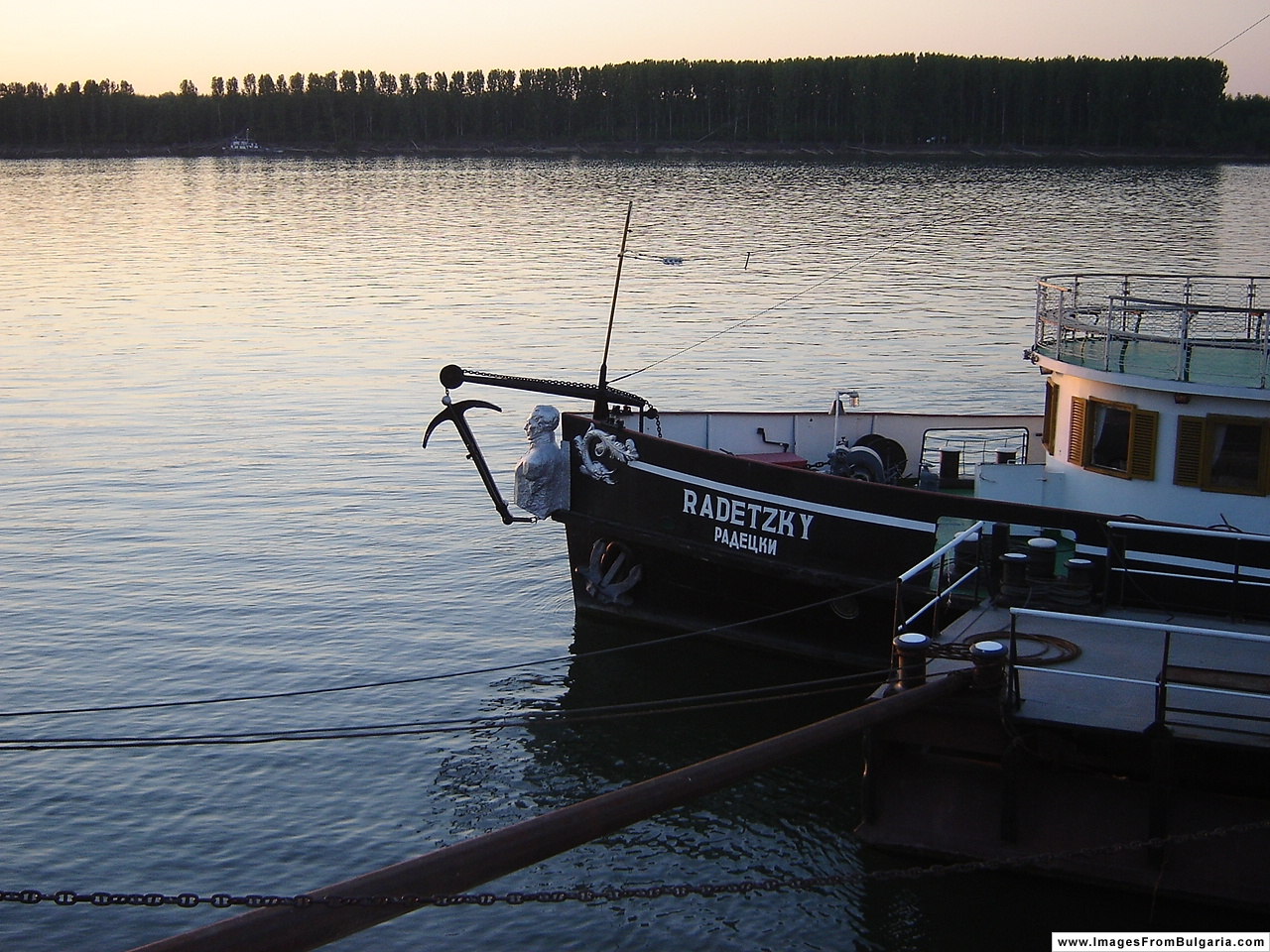
Das Museumsschiff Radezky auf der Donau

Kosloduj (bulgarisch Козлодуй) ist eine Stadt in Nordwestbulgarien. Die Stadt ist in der Oblast Wraza die zweitgrößte Stadt. Kosloduj ist das administrative Zentrum der gleichnamigen Gemeinde Kosloduj.

## Geographie
Kosloduj liegt in der Donautiefebene am rechten Ufer der Donau. Die nächsten bulgarischen Städte an der Donau sind Lom, das 40 km weiter westlich liegt, und Orjachowo, das 20 km weiter östlich liegt. Die Oblast-Hauptstadt Wraza liegt 65 km weiter südlich. Die Einmündung des Flusses Ogosta in die Donau liegt 13 km weiter östlich, auf halber Strecke nach Orjachowo.
Die Stadt liegt auf drei Terrassen, in einer Höhe von 25 bis 57 m, in der Kosloduj-Ebene. In der Ebene gab es früher die beiden fischreiche Sümpfe Ploska und Slana, die später trockengelegt wurden.
Kosloduj liegt in der sogenannten Slatija-Region. Die Slatijaregion ist eine Ebene, die im Norden von der Donau begrenzt wird, im Osten vom Fluss Ogosta und im Westen vom Fluss Zibriza, der auf halber Strecke zwischen Kosloduj und Lom in die Donau mündet. Die Ebene ist ein Schwarzerdegebiet, für Getreidekulturen sehr fruchtbar und deshalb nach der Dobrudscha die zweitwichtigste Kornkammer des Landes. In der Donau befindet sich die drittgrößte bulgarische Donauinsel Kosloduj.

## Geschichte
Über Jahrhunderte haben Thraker, Slawen und Bulgaren in dieser Donauregion gelebt. Siedlungsspuren der Thraker in Form von Grabhügeln sind aus dem 1. Jahrtausend v. Chr. zu finden. Die Siedlung lag ursprünglich 10 km weiter östlich, 3 km westlich des Flusses Ogosta, in der Gegend Tschetate (das rumänische Wort "Cetate" bedeutet "Festung"). Dort gibt es heute noch die Überreste einer römischen Festung. Wann die Siedlung an die jetzige Stelle verlegt wurde, ist nicht genau bekannt. Vermutlich nach der großen Überschwemmung durch die Donau und den Fluss Ogosta im Jahre 1840.
Durch die Region verlief später der Donaulimes und der Donauweg des Römischen Reiches. Davon zeugen auch die Überreste der römischen Kastelle Regianum, Camistrum und Augustae. Augustae liegt an der Einmündung des Flusses Ogosta in die Donau.
Die Ruinen der Festung Regianum liegen in der Gegend Motschura (bulg. Мочура) in der Nähe von Kosloduj, östlich der Gegend Magura Petra (oder Magura Piatra; bulg. Магура Пятра), 7 km von der Einmündung des Flusses Ogosta in die Donau. An dieser Stelle gab es auch eine prähistorische und eine thrakische Siedlung aus dem 1. Jahrtausend v. Chr.
In dieser Region hatte auch Asparuch (641 bis 702) seine Garnison. An der Donau liegt das Bewässerungssystem "Asparuch-Graben" (bulg. Аспарухов вал). Hier verlaufen drei Schutzgäben durch Westbulgarien – die Gräben bei Lom, Ostrow und Kosloduj (bzw. Chajredin) (bulg. Западнобългарски окопи: Островски, Хайредински и Ломски окоп). Zwei der drei Wälle – der Ostrowsko-Wall und der Chajredin-Wall (okop = Wall oder Graben) – haben die Westgrenze Bulgariens vom Ende des 7. bis zum Anfang des 8. Jahrhunderts geschützt. Zwischen Kosloduj und Chajredin (bulg. Хайредин) sind Teile des altbulgarischen Wehrgrabens Chajredin okop aus dem 7. und 8. Jahrhundert erhalten geblieben. Der Ostrowsko-Wall liegt bei Orjachowo in der Nähe des Dorfes Selanowzi (bulg. Селановци).

Der historische Kosloduj-Wall aus der Zeit von Asparuchs Erstem Bulgarenreich beginnt westlich des Hafens von Kosloduj in der Gegend Kiler bair und erstreckt sich über 32 km nach Südwesten bis zum Dorf Chajredin, wo er dann als Chajredin-Wall bezeichnet wird. An der höchsten erhaltenen Stelle des Walls hat er eine Höhe von 2,60 m. Ähnliche Grenzwälle gibt es in Siebenbürgen, Bessarabien, der Dobrudscha und am Schwarzen Meer. An der alten bulgarischen Südgrenze gab es den Grenzwall Erkesija (bulg. Еркесия) – zwischen Burgas am Schwarzen Meer und Simeonowgrad an der Mariza.
In Urkunden aus dem 14. Jahrhundert wird die Siedlung unter dem Namen Kotosluk (bulg. Котозлук) erwähnt. Im 18. Jahrhundert war die Siedlung unter dem Namen Kosludere (türkisch; bulg.: Козлудере; deutsch: unteres Tal; niedriges Tal) verzeichnet. Erst später kam der Name Kosloduj (lateinisch; deutsch: Eisecke oder Eisgegend), da sich hier oft große Eisschollen bildeten.
Am 17. Mai 1876 (29. Mai nach altem Kalender) landete der bulgarische Freiheitskämpfer Christo Botew als Anführer mit 200 bulgarischen Kämpfern am Donauufer in Kosloduj. Sie hatten den österreichischen Donau-Raddampfer „Radezky“ nach Bulgarien entführt, nachdem sie in kleinen Grüppchen im rumänischen Giurgiu und Bechet zugestiegen waren, um ihren Beitrag zum Kampf gegen die Besatzungsmacht in Bulgarien, das Osmanische Reich, zu leisten. Auf ihrem Weg durch Nordbulgarien kämpften sie gegen osmanische Einheiten. Die entscheidende Schlacht fand in der Nähe des Berges Okoltschiza statt, auf diesem erinnert ein Denkmal an Botew erinnert. Rund um den Berg hat man einen Nationalpark errichtet.
Während des Russisch-Osmanischen Krieges (1877–1878) setzte das 8. Kavallerieregiment am 23. November 1877 unter dem Kommando von Alexander Perez über die Donau und beendete die osmanische Herrschaft in Kosloduj. Die Kampfhandlungen an der Donau hatten bereits am 27. Juni 1877 mit der Donauüberquerung der Russen bei Swischtow begonnen.
Kosloduj wurde 1969 zur Stadt erklärt.

## Sehenswürdigkeiten

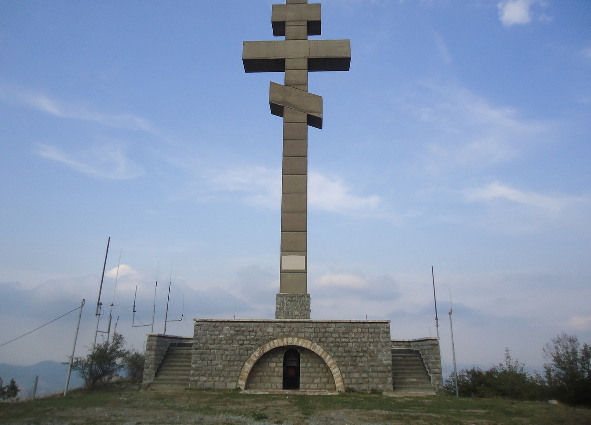
Botew-Denkmal

Zu den „100 nationalen touristischen Objekten“ Bulgariens gehören in Kosloduj das Museumsschiff Radetzky, das seit 1984 hier vor Anker liegt. Es ist bekannt, weil Vasil Levski seine erste Reise nach Konstantinopel mit diesem Schiff antrat und das Denkmal für Christo Botew und seinen Trupp, welches 1926 errichtet wurde. Es ist der Ausgangspunkt eines 120 km langen Weges, der den Spuren Botews und seiner Schar bis zum Gipfel Okoltschiza folgt. Jährlich Ende Mai startet dort eine Gedenkfeier, sein Todestag ist der 2. Juni. Sie beinhaltet einen Marsch von Kosloduj zum Gipfel Okoltschiza (bulg. Околчица), wo Botew am 2. Juni 1876 im Kampf fiel. Die Strecke führt 85 km Luftlinie nach Süden.
In der Nähe des Museumsschiffs Radezky befindet sich auch die Touristenhütte Koslodujufer (bulg. хижа “Козлодуйски бряг”).
In der Nähe des Dorfes Charlez (bulg. Хърлец) liegt die römische Siedlung/Festung Augusta, 12 km südöstlich von Kosloduj, am Fluss Ogosta.

## Wirtschaft

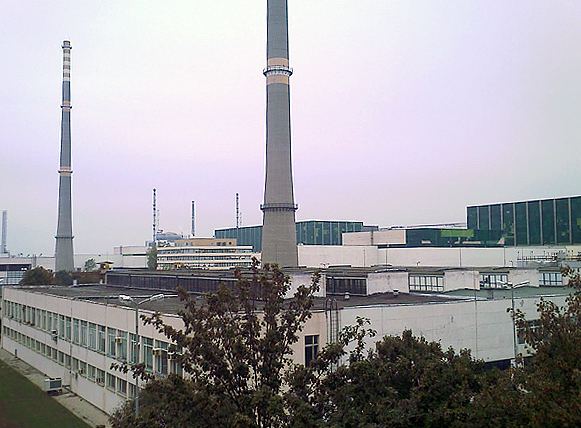
Kernkraftwerk Kosloduj

Wegen des einzigen bulgarischen Kernkraftwerks Kosloduj hat die Stadt eine wichtige Bedeutung für die Energieversorgung und Wirtschaft des Landes. Vor der Abschaltung der Blöcke 1 bis 4 deckte das Kernkraftwerk 44 % des bulgarischen Strombedarfs, die Abschaltung hat die Stromerzeugung ungefähr halbiert.
Der Bau des ersten bulgarischen Kernkraftwerkes begann am 6. April 1970 und führte zu einem starken Ausbau der ganzen Stadt. Am 31. Dezember 2004 wurden mit Beschluss des bulgarischen Parlaments die Blöcke 1 und 2 abgeschaltet. Am 31. Dezember 2006 folgten die Blöcke 3 und 4, nur noch die Blöcke 5 und 6 sind in Betrieb. Von den Einwohnern Koslodujs arbeitet ein Großteil im Kernkraftwerk.
Wegen des Kernkraftwerkes gibt es in Kosloduj das „Gymnasium mit integrierter Berufsausbildung“ Igor Kurtschatow mit der Fachrichtung Kernenergie.
Der nächste Bahnhof liegt in der Stadt Misija, 10 km südöstlich des Stadtzentrums und 5 km südöstlich des Kernkraftwerks.
Die Bewohner der Siedlung verdingten sich früher als Treidler, um die Lastkähne und Boote die Donau stromauf zu ziehen. Um 1780 war in Kosloduj die Seidenraupenzucht und Lederbearbeitung mit Säften des Perückenstrauches ansässig.

## Persönlichkeiten
- Dimitar Mitow (* 1997), Fußballtorhüter